# Ziba Qəniyeva

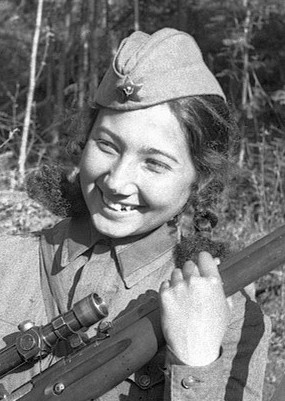
Ziba Qəniyeva

Ziba Qəniyeva (aserbaidschanisch Ziba Paşa qızı Qəniyeva; * 20. August 1923 in Şamaxı, AsSSR oder in Schymkent, Kasachische SSR oder in Guliston, UsSSR; † 2010 in Moskau, Russland) war während des Zweiten Weltkriegs Scharfschützin in der Roten Armee.

## Leben
Ziba Qəniyeva wurde am 20. August 1923 geboren, nach einigen Quellen in der Stadt Şamaxı in Aserbaidschan; nach dem Projekt Подвиг народа (Elektronische Datenbank des Verteidigungsministeriums der Russischen Föderation mit Dokumenten aus der Zeit des Zweiten Weltkriegs) in der Stadt Schymkent in Kasachstan und nach der Aserbaidschanischen Sowjet-Enzyklopädie in der Stadt Guliston in Usbekistan. Zibas Vater war ein Aserbaidschaner, ihre Mutter eine Usbekin. Im Alter von 14 Jahren wurde das Mädchen zur Waise, während ihre Eltern noch lebten – im Jahr 1937 wurde Qəniyevas Mutter Opfer von Repressionen und ihr Vater, Paşa Gəniyev, war gezwungen, seine Tochter auszusetzen, um ihr Leben zu retten.
Schon während ihrer Schulzeit und später in der Berufsschule träumte Qəniyeva, die sich durch ihre Eleganz von ihren Freundinnen abhob und sehr gut tanzen konnte, davon, diese Kunst zu ihrem Beruf zu machen. Sie übte deshalb zu Hause unermüdlich. Auf Initiative ihres Tanzlehrers ging sie 1937 nach Taschkent, um an der Choreographieabteilung der usbekischen Philharmonie zu studieren. Viele bezeichneten sie als die Jermolowa des Ostens.
Im Jahr 1940 zog Qəniyeva nach Moskau, wo sie in die Schauspielabteilung der Russischen Akademie der Theaterkunst eintrat. Bereits Studentin am Moskauer Staatlichen Lunatscharski-Institut für Theaterkunst, meldete sie sich in den ersten Kriegstagen freiwillig an die Front, wie hunderttausende sowjetische Studenten. Qəniyeva wurde zu kurzfristigen Schießkursen geschickt, wo sie im Umgang mit dem Maschinengewehr und dem Scharfschützengewehrschießen ausgebildet und in der Technik des Spähers unterrichtet wurde.
Am 7. November 1941 nahm sie als Teil der 3. Moskauer Kommunistischen Division an der Parade auf dem Roten Platz teil, unmittelbar danach ging sie zur Verteidigung ihrer Heimat.
Während des Krieges war Qəniyeva eine Funkerin und Spionin, die 16 Mal die Frontlinie überquerte. Sie nahm an der Schlacht um Moskau teil. Qəniyevas Militärdienst wurde abgebrochen, nachdem sie 1942 bei einem Späheinsatz in den Moskauer Stadtvierteln schwer verwundet wurde. Sie wurde vom Schlachtfeld getragen und verbrachte anschließend 11 Monate im Krankenhaus.
Nach dem Krieg kehrte sie nach Baku zurück und spielte im Jahr 1945 die Rolle der Prinzessin in dem Film Tahir und Zöhrə des usbekischen Regisseurs Nabi Gʻaniyev.
Im Jahr 1945 heiratete sie Tofiq Qədirov, einen bekannten Diplomaten und Botschafter der UdSSR in der Türkei. Sie und ihr Mann kehrten nach Moskau zurück, wo sie einen Sohn, Marat, bekamen. In den Jahren 1955 bis 1956 arbeitete sie als Leiterin der Abteilung für Sprache und Literatur an der Hochschule der Kommunistischen Partei in Baku. Im Jahr 1956 begann sie sich für indische Philosophie zu interessieren und trat in das Moskauer Institut für Orientalische Studien ein, danach studierte sie Urdu an einer Universität in Aligarh bei Delhi, Indien. Sie wurde Gast von Jawaharlal Nehru und Indira Gandhi. Später lebte Qəniyeva viele Jahre in Ankara und beteiligte sich an der Frauenbewegung Kampf für den Frieden auf Erden.
Sie starb 2010 in Moskau, wo sie in den letzten Jahren gelebt hatte.
Im Jahr 2021 wurde im Dokumentar- und Chronikfilmstudio in Taschkent ein Dokumentarfilm mit dem Titel Sniper Ziba Gəniyeva produziert.

## Auszeichnung
- Rotbannerorden
- Medaille „Für die Verteidigung Moskaus“
- Orden des Roten Sterns
- Orden des Vaterländischen Krieges[9]